# Up-Country People’s Front
Die Up-Country People’s Front (UCPF, Tamil மலையக மக்கள் முன்னணி, singhalesisch කඳුරට ජනතා පෙරමුණ, „Volksfront der Bevölkerung des Binnenlandes“) ist eine kleine politische Partei in Sri Lanka. Sie bezieht ihre Anhängerschaft vor allem aus den tamilischen Plantagenarbeitern im Bergland von Sri Lanka.

## Geschichte
Die Partei wurde 1994 von Periyasamy Chandrasekaran gegründet. Die Partei war als Interessenvertretung der Bergland-Tamilen (der „indischen“ Tamilen) gedacht und die Gründung erfolgte zumindest teilweise als Alternative zum traditionellen Ceylon Worker’s Congress (CWC). Der Name sollte darauf hinweisen, dass die Partei sich speziell um die Belange der indischen Tamilen im Binnenland und nicht der in der Nord- und Ostprovinz an der Küste lebenden Sri-Lanka-Tamilen kümmern wollte.
Chandrasekaran wurde als formell unabhängiger tamilischer Kandidat bei der Parlamentswahl in Sri Lanka 1994 im Wahlkreis Nuwara Eliya gewählt. Er unterstützte in der anschließenden Legislaturperiode die Regierung der People’s Alliance und erhielt auch ein stellvertretendes Ministeramt in der Regierung. 1999 wechselte Chandrasekaran und die UCPF die politischen Fronten und unterstützte bei den Wahlen 2000 und 2001 die United National Party (UNP). Chandrasekaran begründete den Wechsel damit, dass bei der UNP die Interessen der Bergland-Tamilen besser aufgehoben seien. Bei der Wahl 2004 wurde Chandrasekaran erneut im Wahlkreis Nuwara Eliya gewählt und wechselte 2006 in das Lager der seit 2004 amtierenden UPFA-geführte Regierung. Bei der Präsidentschaftswahl 2010 sprach sich die UCPF für die Wahl des Kandidaten der UPFA Mahinda Rajapaksa aus.
Bei der Präsidentschaftswahl 2015 rief die Parteiführung der UCPF zur Wahl des Kandidaten der UNP, Maithripala Sirisena auf, was allerdings parteiintern nicht unumstritten war. Vor der Parlamentswahl 2015 schloss sich die UCPF mit zwei weiteren kleinen tamilischen Parteien aus dem Binnenland Sri Lankas zur Tamil Progressive Alliance (TPA) zusammen. Die TPA unterstützte bei der Wahl die UNP.
Die Partei hat zum Teil auch zumindest verbale Unterstützung von regierungsoffiziellen Stellen aus dem benachbarten Tamil Nadu in Indien erfahren.